# Helena (mytologie)
Helena (starořecky Ἑλένη Helené, latinsky Helena nebo Helenē), nazývaná Trójská, Argejská či Spartská, je v řecké mytologii nejkrásnější žena světa. Byla manželkou krále Meneláa Spartského, ale byla unesena trójským princem Paridem, kterému ji po Paridovu soudu přislíbila bohyně Afrodité, tato událost byla příčinou Trójské války. Po Paridově smrti se stala manželkou jeho bratra Déifoba, ale po válce se navrátila k Meneláovi a žila s ním až do smrti. Nejčastěji je označována za dceru Dia a Lédy, manželky spartského krále Tyndarea, a sestru Dioskúrů a Klytaimnéstry. Podle jiného podání je však dcerou Dia a bohyně Nemesis, Léda byla pouze její opatrovatelkou.
Helena byla také ctěna jako bohyně a to ve Spartě a na Rhodu. Vzhledem k tomu, že její kult mohl těžko vzniknout z příběhu o Trójské válce, lze předpokládat že Helena jakožto bohyně je původní, zatímco její role v literatuře druhotná. Podle oblíbeného starořeckého podání, objevujícím se například v Platónově dialogu Faidros, oslepila básníka Stésichora za to že jí v jedné své básni dával vinu rozpoutání Trójské války a zrak mu navrátila až když na ní napsal jinou báseň jako odvolání předchozí – palinódii. Pozdní římské dílo Život Homérův připisuje Helenině hněvu i slepotu Homéra.

## Mýtus

### Narození a mládí
Helena je všeobecně označována jako dcera Diova – tímto titulem je označována v Iliadě a Odysseii, ale podání o její matce se liší. V nejznámější verzi, obsaženého v Pseudo-Apollódorově Bibliothéce, byla dcerou Lédy, manželky spartského krále Tyndarea, s kterou se Zeus spojil v podobě labutě. Jejím vlastním sourozencem byl Polydeukés, zatímco Kastór a Klytaimnéstra byli považováni za děti Tyndarea, který se s Lédou spojil téže noci co Zeus. V některých zdrojích, například v Hyginových Fabulae, je zároveň označováno za dceru Tyndareovu, toto kolísání určení otcovství mezi Diem a Tyndarem se objevuje i Kastóra a Dioskúrů obecně. Na druhou stranu v Hyginových Fabulae je označována na jednom místě za dceru Tyndareovou, ač na jiném za dceru Diovu – podobně je v mnoha zdrojích Kastór Diovým synem a tím pádem Heleniným vlastním bratrem, v jiných je stejně jako u Pseudo-Apollódora synem Tyndareovým a tím pádem Heleniným nevlastním bratrem.

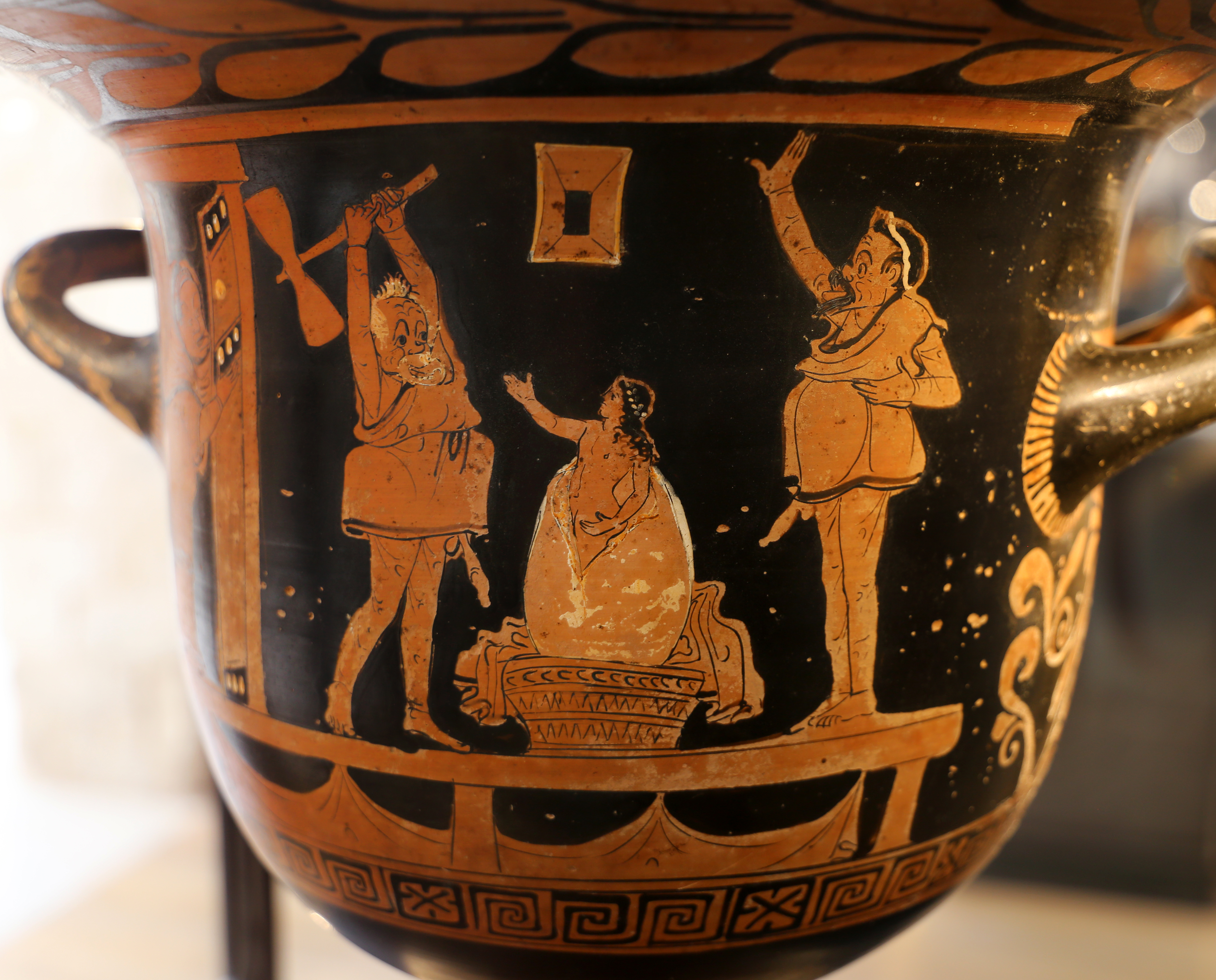
Zpodobnění Heleny rodící se z vejce či komediálních herců toto zrození předvádějící na apulijském kráteru, přibližně 380–370 př. n. l.

U Pseudo-Apollódora se také objevuje podání že bohyně Nemesis utíkající z Diovy náruče se proměnila v husu, přičemž Zeus se proměnil v labuť a z následného spojení Nemesis počala vejce. Vejce poté nalezl mezi stromy pastýř a svěřil královně Lédě, která jej vyseděla, a když se z něj Helena vylíhla, přijala ji za vlastní. Toto podání o Helenině početí se objevuje i v eposu Kýpria, u Lykófrona, Pausania a v Pseudo-Hyginově Astronomice.
Helenini bratři vyrůstali jako dvojčata, oba byli udatní bojovníci a vyskytovali se všude jenom spolu, takže byli označováni jako Dioskúrové – Blíženci. Spolu se dostali na nebeskou klenbu, kde září v souhvězdí Blíženců. Sestra Klytaimnéstra se provdala za mykénského krále Agamemnona.
Helena brzy vyrostla do takové krásy, že pověst o ní šla i do vzdálených krajů. Už jako velmi mladou dívku ji unesl athénský král Théseus s dopomocí svého přítele Peirithooa, krále Lapithů. Bratři Kastór a Polydeukés ji rychle osvobodili a přivedli zpět domů.

### Nápadníci
Po krátkém čase se začali objevovat nápadníci a do Sparty zakrátko mířil každý mladý achajský princ, který ji toužil mít za manželku. Docházelo ke sporům i k šarvátkám a málem všechno hrozilo přerůst ve vnitřní válku. Chytrý ithacký král Odysseus proto poradil králi Tyndareovi, aby nechal samotnou Helenu vybrat si muže podle svých představ a náklonnosti. Na Odysseův další návrh se také všichni zavázali, že takto vybraného nápadníka bez námitek a výhrad všichni uznají a že vítěze nejen nebudou ohrožovat, ale naopak mu budou pomáhat.
Šťastným (jak se to vezme) mužem se stal spartský král Meneláos, bratr bohatého a vlivného mykénského krále Agamemnóna. Helena mu brzy porodila dceru Hermionu. Když král Tyndareós zemřel, stal se Meneláos jeho nástupcem na spartském trůnu. Osud však už chystal svá překvapení.

### Jablko sváru
V té době se na jiném místě konala svatba mořské bohyně Thetis s králem Péleem, které se zúčastnili všichni bohové vyjma bohyně sváru Eris, kterou nepozvali, aby nikdo nenarušil průběh oslav. Jenže Eris si to nenechala líbit a svérázným způsobem hostinu narušila: mezi bohyně Héru, Athénu a Afrodíté vhodila zlaté jablko ze zahrady Hesperidek. Na jablku byl nápis „té nejkrásnější“ a každá z bohyň si myslela, že náleží jí. Nikdo z přítomných bohů ani smrtelníků nechtěl být soudcem, proto nejvyšší bůh Zeus přikázal bohu Hermovi, aby odvedl tři bohyně na horu Ídu u Tróje, kde žije pastýř Paris; ten nechť spor rozhodne.

### Paris a rozhodnutí
Paris byl ve skutečnosti synem trojského krále Priama a jeho manželky Hekabé. Ta krátce před Paridovým narozením měla sen, že porodila pochodeň, která zapálila Tróju. Tento sen věštci vyložili tak, že ještě nenarozený hoch se stane příčinou úplného zničení Tróje. Proto ho Priamos nechal hned po narození odnést a pohodit v lese. Nemluvněte se však ujala medvědice, která ho odkojila, poté ho našel pastýř Ageláos, který ho vzal za svého. Nikdo kromě nejvyššího boha tak netušil, že jde o královského syna.
Když na Ídu dorazil bůh Hermés, Paris by nejraději utekl. Dostal do ruky jablko a prohlížel jednu bohyni za druhou a – líbily se mu všechny stejně. Bohyně nečekaly trpně na jeho verdikt: každá Paridovi udělala nabídku, co může získat, zvolí-li právě ji. Héra mu slíbila vládu nad celou Asií. Athéna nabízela válečnou slávu a nakonec Afrodíté přislíbila za manželku nejkrásnější mezi ženami. A jablko bylo její. Afrodíté svůj slib hned začala plnit: Paris se nejprve dostal na své právoplatné místo – do Tróje. První ho poznala jeho sestra Kassandra – proslulá věštkyně, která se nikdy nemýlila, ale které nikdo její slova nevěřil. To způsobil bůh Apollón, který jí věšteckou schopnost dal, ale když odmítla jeho lásku, zařídil to tak, že její slova nikdo nebral vážně. Král Priamos přijal svého ztraceného syna se všemi poctami. Poté Afrodíté doporučila postavit loď a odplout do Sparty, kde prý byly nejkrásnější ženy Řecka.

### Únos Heleny
Král Meneláos přijal Parida i jeho doprovod, bratrance Aineia, a uspořádal bohatou hostinu. Při prvním setkání s Helenou se Paris do ní zamiloval a on jí prý také nebyl lhostejný. Druhý den Meneláos musel za nějakými povinnostmi na Krétu, i přenechal hosty Heleně, kterou ještě nabádal, aby jim byla ve všem k dispozici. Tak se stalo, že Helena zcela zapomněla na svého manžela i dítě a s Paridem tajně odplula do Tróje. Některé verze tvrdí, že ji Paris donutil či dokonce násilím unesl. Také se říká, že nemířili do Tróje rovnou, ale že pobyli v Egyptě či v Sidóně, dokonce několik let. Ať už to bylo tak či onak, jisté je, že zároveň s Helenou zmizela i pokladnice spartského krále.
Tím byla pošlapána jeho čest a porušeny všechny zákony pohostinnosti. Meneláos nemohl věci nechat jen tak, vypravil se za bratrem do Mykén a požádal o pomoc. Agamemnón radil nejprve vyjednávat s trojským králem o navrácení manželky, Paris však byl ochoten vrátit jenom pokladnici, nikoliv však Helenu a podobně se vyjádřil i král Priamos. Poté Agememnón vyhlásil Tróji válku. Na jeho výzvu v krátké době byla shromážděna stotisícová armáda a Achajové vypluli na 1186 lodích k Tróji. Řekové se zdárně vylodili na pobřeží, avšak hradby města nezdolali. Tak to trvalo celých devět let.

### Trojská válka

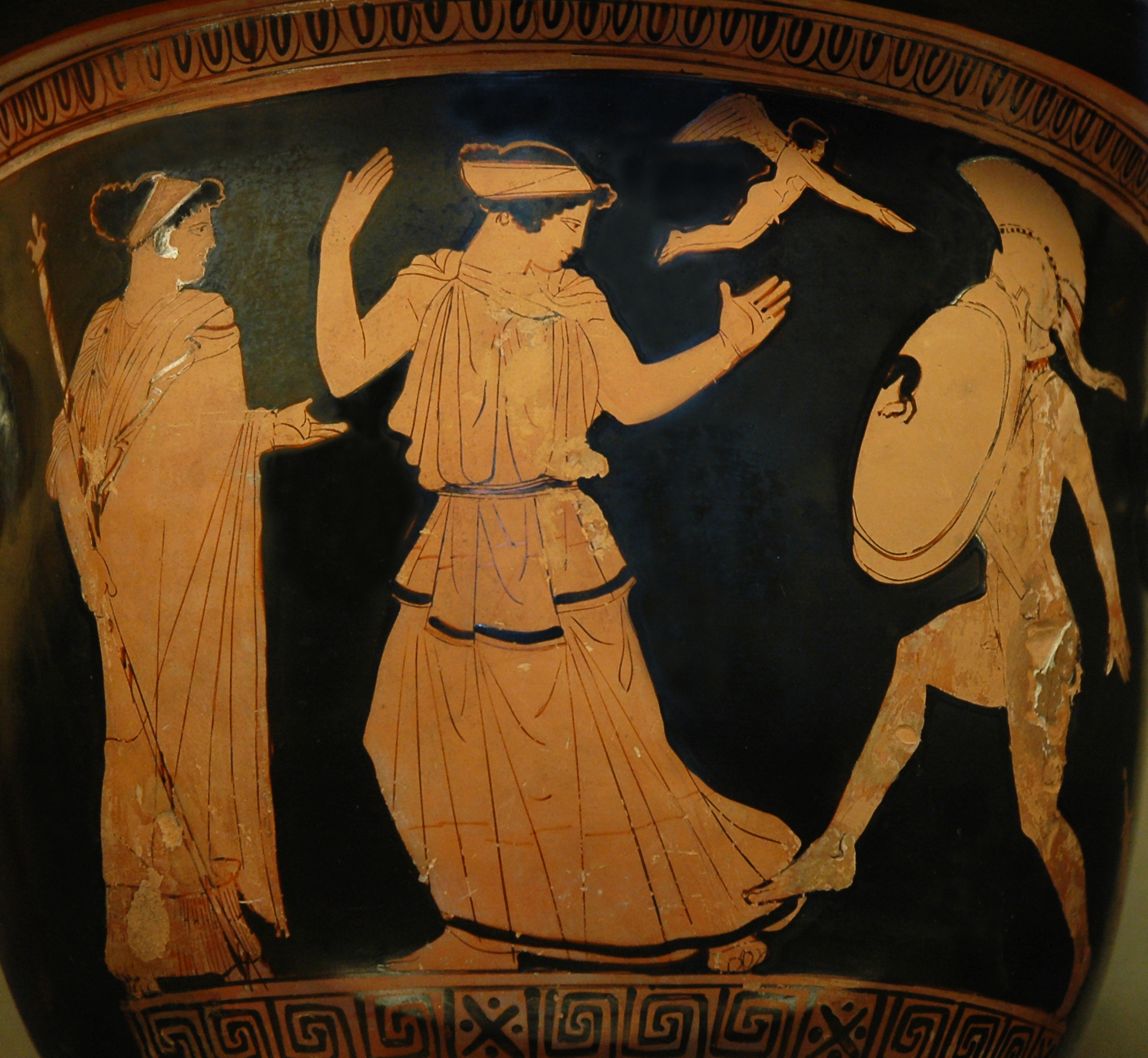
Meneláos „osvobozuje“ Helenu. Malovaná červenofigurová váza z pol. 5. století př. n. l.

Válka byla dlouhá a krutá, byla zabita řada skvělých bojovníků na obou stranách. Helena brzy svého činu litovala, vždyť jím způsobila mnohá utrpení na obou stranách. Nikdo jí sice nic nevyčítal, ani král Priamos, ale ona pociťovala nevyřčenou nenávist a výčitky. Navíc se ukázalo, že Paris byl sice krásný a pečlivě o sebe dbal, ale nesnesl srovnání s mužností jejího dřívějšího manžela. Postupně jím Helena doslova pohrdala, zejména proto, že v boji nebyl statečný. Měl za sebou sice veliký úspěch – zabil totiž nejslavnějšího achajského bojovníka, hrdinu Achillea, ale ne v boji, nýbrž střelou z úkrytu, navíc řízenou bohem Apollónem. Podobně poté zahynul sám – při procházce na hradbách ho zasáhl otrávený šíp Filoktétův. Rána byla nezhojitelná a Paris v hrozných bolestech uprchl z Tróje na Ídu, kde opuštěný zemřel.
Helena k jeho pohřební hranici ani nepřišla, trávila čas s Paridovým bratrem Déifobem, jehož manželkou se stala na několik málo dní, protože při bojích o město ho přímo v ložnici zabil Helenin první manžel Meneláos.
Meneláos ani na okamžik neuvažoval o potrestání Heleny, tak skálopevně byl přesvědčen o tom, že vinu měl jedině únosce Paris. Zničení města bylo jen spravedlivé, vždyť přineslo Heleně tolikeré útrapy spojené s únosem. Helena mu to nevymlouvala, projevovala velkou radost z osvobození a ráda s ním odplula do Sparty.

### Egypt
U některých řeckých autorů však můžeme nalézt podání, že Helena do Tróji ve skutečnosti nikdy neodplula, ale že celou válku strávila v Egyptě. Podle Eurípidovy hry Helena vytvořila bohyně Héra na Diovu žádost z oblaků podobu Heleny – eidolon, která odplula do Tróji, zatímco pravou Helenu vzal Hermés do Egypta. Helenin eidolon zmiňuje i Stésichoros a podle Lykófrona tento motiv znal již Hésiodos. Hérodotos tento příběh zracionalizoval a tvrdil, že Paridova loď byla při plavbě do Tróji zanesena silným větrem do Egypta, odkud jej král Proteus donutil odplout domů bez Heleny. Podle této verze nevěřili Řekové po Paridově návratu do Tróje, že Helena zůstala v Egyptě, a proto začala trójská válka.

### Návrat do Sparty
Po pádu Tróje se Helena opět shledala se svým manželem Meneláem. Nejsou popisovány žádné spory mezi nimi, Helena jen zmiňuje, že již během obléhání Tróje toužila po návratu domů a svůj vztah s Paridem označuje za blud, ke kterému byla svedena Afroditou. Manželé se však vrátili do Sparty až po sedmi letech, protože na zpáteční cestě loďstvo dvakrát zničila bouře, která je zahnala až do ústí Nilu. Poté bloudili Egyptem a Libyí. Nakonec se zase vrátili do Egypta, obětovali bohům a teprve potom se vraceli domů. Také se vylodili na ostrově Makronisos, který ve starověku nesl jméno Helena. Na rozloučenou dostala Helena od egyptské královny nádobku s kouzelným nápojem zapomnění. Helena po něm zapomněla na své dva předcházející manžele a Meneláos už nic nevěděl o všech letitých útrapách.
Na jejich dvůr ve Spartě dorazil podle čtvrtého zpěvu Oddyseie Odysseův syn Télemachos. Meneláos a Helena v té době chystali svatbu své dcery Hermioné s Neoptelomem a Helenina nevlastního syna Megapentha s dcerou Alektorovou. Helena byla doprovázena svými služkami Adrésté, Alkippé a Fýló a jsou popsány dary, které získala od Alkandry, manželky krále Polyba z egyptských Théb. Během Télemachova lkaní nad osudem svého otce mu Helena tajně podala nepenthé – kouzelný lék, který na den zaplaší všechny útrapy a hněv, taktéž získaný z Egypta. Nakonec věnuje Odysseovu synovi své nejkrásnější roucho pro jeho budoucí manželku a ještě mu vyloží boží znamení jako předzvěst šťastného návratu otce.
Další Helenin osud zmiňuje Odysseia jen nepřímo – Meneláos z Diovy milosti, jako manžel jeho dcery, po smrti přebývá v blaženém Élysionu.
Pausániás zmiňuje ve své Cestě po Řecku Meneláův chrám ve spartské Therapné, kde byla Helena se svým manželem pohřbena. Kromě toho však zmiňuje podání obyvatel Rhodu, podle kterého byla Helena po Meneláově smrti ze Sparty vyhnána a uchýlila se na jejich ostrov, kde pobývala její přítelkyně Polyxo. Ta se však chtěla pomstít za smrt svého muže Tlepolema v Trójské válce a tak poslala své služebnice, převlečené za Erínye, kteří Helenu oběsili na stromě – proto Rhodští mají svatyni Heleny Dendritis „Heleny stromu“. Navíc zmiňuje další podání obyvatel italských měst Krotonu a Himery: Helena je manželkou Achillea, s kterým sídlí na jeho posvátném ostrově v ústí Dunaje, společně s dalšími mrtvými hrdiny Trójské války: Patroklem, Antilochem, Aiásem a Aiásem menším. Podání o Helenině pobytu na Rhodu a Polyxyně touze po pomstě zmiňuje i Polyainos ve svém díle Stratégéma, ale umísťuje jej do doby jejího návratu s Meneláem z Egypta: když její loď dorazila na ostrov, shromáždila Polyxo místní, aby pomstili Tlepolemovu smrt, ale Meneláos nechal převléknout nejkrásnější Heleninu služebnici za její paní a tu pak rozzuřený dav ubil.

## Etymologie a hypotézy
Etymologie Helenina je nejasná a předmětem diskusí mnoha badatelů. Ve dvou raných nápis ze Sparty dedikovaných Heleně je její jméno zapisováno jako Ϝελένα Wélena, což vyloučilo starší pokusy spojit její jméno s řeckými výrazy sélas (σέλας) „záře“ a seléné (σέλας) „měsíc“. Již Wilhelm Mannhardt v polovině 19. století spojil Helenino jméno se sluncem a žárem a takový výklad se objevuje i v dílech badatelů přelomu 20. a 21. století kteří jméno rekonstruují jako *Swelenā a spojují s typem indoevropské bohyně nazývané „dcera slunce“. M. L. West tak její jméno vykládá jako „paní slunečního svitu“, James Mallory a D. Q. Adams jméno vykládají spíše v souvislosti se slunečním žárem, jako sluneční jméno vykládá i Jaan Puhvel.
Takové etymologii napovídá například i fakt že Helena podle Eurípidova dramatu Trójanky svou velikou krásou či svými kouzly „spaluje domy“. Podle Miriam R. Dexter se však může od Eurípa jednat o lidovou etymologii, která spojila Helenino jméno – Ἑλένη Helené s ἕλη helé, „žár slunce“, přičemž Mallory a Adams považují souvislost ἕλη s indoevropským kořenem *swel „hořet“, z kterého navrhují vykládat Helenino jméno, za nejistou.
Často byl shledáván vztah etymologický vztah mezi Helenou s védskou bohyní Saranjú, jejíž jméno je vykládáno jako „rychlá“, a to i vzhledem k tomu že u obou se postav se objevují některé podobné motivy. M. L. West, však takovou souvislost považuje za nesmyslnou k výše zmíněnému zápisu Ϝελένα Wélena, James Mallory a D. Q. Adams zase Saranjú etymologicky spojují spíše řeckými Erýnijemi.
Komplexnější etymologii Helenina jména nabízí Guy Smooth, jež rekonstruuje tři různé původní podoby tohoto slova: *Swelenā, *Selenā and *Welenā. Kořen *-(e)-nā vychází z *-neh2 připojovanému podstatnému jménu a znamenajícímu „paní, ovládající (podstatné jméno)“, zatímco první kořen *swel/*sel/*wel lze vykládat více způsoby:
- *swel, *wel „záře, plamen“, tedy „Zářivá, Planoucí“
- *wel „vidět“, tedy buď „Vidoucí“ nebo „Pohledná, Krásná“
- *wel „otáčet“ v souvislosti s „otáčením“ Slunce během dne a roku
- *swel, *sel „trám, prkno“ v souvislosti s Helenou Dendrítis „Helenou Stromu“, též v souvislosti s pochodní a trójským dřevěným idolem bohyně
- *sel „uchopit, unést“ jako „Unesená“
- *wel „podvést, zadržet, zavřít“
- *wel „chtít, vybrat, vábit“ jako „Žádaná, Vábená“ nebo také „Vybírající si“
- *wel „podvést“ jako „Podvádějící, Podvodnice“
- *sel „příznivý“

Tyto různé etymologie však nejsou jako celek povětšinou vzájemně exkluzivní a lze je v základu redukovat na pouhé dvě či dokonce jednu, vzhledem k tomu že jsou sémanticky provázané. Například výrazy pro vidění, otáčení i chtění jsou vzájemně provázané a spojené svou souvislostí se Sluncem, slovo „podvést“ je zase ve starořečtině nejspíše odvozeno od slova „otáčet“. Zároveň se v některých případech může jednat o pouhé výslovnostní varianty.
Důležitou roli ve výkladu Helenina jména a funkce také hraje fakt že Paris, její druhý manžel, je původně nejspíše totožný se svým bratrem Helenem, jehož jméno je mužskou formou jména Helena. Helenos je nadán věšteckou mocí, tedy „vidoucí“, ve snu své matky se objevuje jako pochodeň, je podvodníkem a únoscem. Paris je také znám jako Alexandros, zatímco jeho sestra Kassandra jako Alexandra – ta zase je další postavou odvozenou z původní Heleny. Helena je po Trójské válce spojena s několika postavami jejichž jméno je odvozeno od *al(e)k „chránit, bránit“ jako Álkandri, Alektor, Alkippé a další Alektor, což je tchán jejího nevlastního syna Megapenthése. S dalších postav s příbuzným jménem lze zmínit bohyni Álektrónu, dceru Héliovu, která byla uctívána na Rhodu, který byl znám také Heleniným kultem.

### Dcera Slunce, Dcera Nebes a bohyně stromu
Badatelé jako M. L. West, Jaan Puhvel nebo James Mallory a D. Q. Adams považují Helenu za možnou formu indoevropské bohyně nazývané „dcera slunce“, která je manželkou božských blíženců či Měsíce, představovanou především védskou Súrjou a lotyšskou Saules Meita.Helena se také blíží indoevropské bohyni úsvitu s kterou sdílí titul „dcery nebeského boha“ – je nazývána Dios thygatér (Διός θυγάτηρ) „Diova dcera“, kterým se honosí taktéž Múza, Afrodité a Athéna. To Helenu spojuje s védskou bohyní úsvitu Ušas – dcerou Djause, baltskou sluneční bohyní Saule – dcerou Dēivase a irskou Brigid – dcerou Dagdy.
Přisouzení příbuzenského vztahu Heleny s nebeským bohem – Diem, nejspíše vedlo k tomu že božští blíženci – Dioskúrové, se stali jejími bratry a motiv jejich namlouvání a manželství se vytratil. Přesto alespoň Polydeukés s Kastórem, namísto jejího pozemského otce Tyndarea, organizují její svatbu a zachraňují ji po jejím únosu Théseem. Taktéž si berou za manželky dcery Leukippa „Bílého koně“ z Messénie či Apollóna zvané Foibé a Hilaeira – jména znamenají „zářící“ a „vlídně svítící“. Otec těchto dívek tak má sluneční jméno nebo je slunečním bohem a i jména jich samých mají sluneční charakter – lze je tak považovat za funkční dvojnice Heleny. Foibé a Hilaeira byli také uctívány jako bohyně společně s Dioskúry a na střeše jejich chrámu v Therapné bylo zavěšeno vejce z kterého se vylíhla Helena.
Zajímavá je také v tomto kontextu svatební píseň ze Sparty obsažená v Theokritových Idylách, kterou měli při příležitosti Heleniny svatby s Meneláem zpívat dívky ověnčené hyacinty před komnatou novomanželů. V této písni je Helenina krása přirovnávána k úsvitu a jaru a květy sbírány před rozbřeskem. Tato píseň může připomínat lotyšské písně na počest Saules meita, s kterou se zpívající dívky sami identifikovali. 
Funkčními obdobami Dioskúrů mohou být také bratři Meneláos a Agamemnón, kteří Helenu zase zachraňují po únosu Paridem. O Helenu se ucházeli společně: Agamemnón se účastnil osobně a nabídl největší cenu za nevěstu, ale protože již byl ženatý s Klytaimnéstrou, Heleninou sestrou, získal její ruku Meneláos. Miriam R. Dexter se navíc domnívá že jméno Meneláos je dvojsmyslem a kromě přímé souvislosti μέν men „být rozhodný“ také odkazuje na μήν mén „,měsíc“ a tato postava je tak do určité míry také dědicem měsíčního božstva.
Helena oběšená na stromě, uctívána na Rhodu jako Helena Dendritis připomíná Érigoné, která se oběsila na stromě ze žalu nad smrtí svého otce Íkaria, a jejíž jméno, jež má význam „brzy zrozená“ nese i bohyně úsvitu Éós. M. L. West v této souvislosti připomíná májové stromy často dekorované vaječnými skořápkami, které jsou též spojovány s Helenou a které West vykládá jako symboly znovuzrozeného Slunce. Helenu a další „dcery slunce“ proto přirovnává ke královně máje z evropských lidových oslav jara.

### Helena a její dvojnice
Podání o Helenině pobytu v Egyptě a její dvojnici v Tróji se neobjevuje v Homérově díle a tak bylo mnoha badateli považováno za pozdní a neautentický motiv, který snad měl omluvit Heleninu nevěru. Na druhou stranu je raná post-homérská literatura je časově velmi blízká době Homérově a že tato díla obsahují řadu jazykových prvků, formulací a motivů starších než je Ilias a Oddysseia. O stáří motivu také může svědčit Lykófronova zmínka o tom že jeho autorem je Hésiodos. Guy Smoot také upozorňuje na to že kromě toho Homérovo dílo s motivem eidolonů jiných postav než Heleny pracuje a že Iliada nezmiňuje osud Heleny během pádu Tróji a po něm, zatímco v Odysseii, bez bližšího vysvětlení, taktéž odkazuje na Helenin pobyt v Egyptě a žádná z postav ní nepodává důvěryhodné svědectví o Helenině pobytu v Tróji. Z těchto důvodů se domnívá že Homér motiv o dvojnici znal a že se rozhodl na posluchačích ponechat rozhodnutí o skutečném průběhu událostí.
Smooth taktéž upozorňuje na božský statut Heleny, předcházející jejímu pojetí jako lidské hrdinky a její spojení komplementaritou života a smrti. Helena je sama nesmrtelná, zatímco její sestra Klytaimnéstra smrtelná, tentýž rozkol leží mezi jejími bratry Polydeukem a Kastórem. Zároveň má Helena blízko k Persefoně, další dcerou Diovou, jejíž povaha je taktéž duální: část roku tráví se svou matkou ve světě živých a část se svým manželem Hádem ve světě mrtvých. Únos Heleny, respektive její dvojnice, do Tróje tak může být chápán jako odchod do podsvětí – osud který čeká také smrtelného Dioskúra, a na mnoha raných řeckých vázách lze Parida unášejícího Helenu jen těžko odlišit od Herma v roli psychopompa – průvodce duší do podsvětí. O sepětí s Persefonou také svědčí to že Eurípidově Heleně je z nejasných důvodů vložen příběh o únosu Persefony nebo mýtus o tom jak se Théseus a Peirithoos rozhodli unést pro sebe božské manželky – Helenu a Persefonu. Další indicií o starobylosti tohoto motivu je dvojnici védské bohyně Saranjú, která je matkou Ašvinů, protějšku řeckých Dioskúrů.

## Helena v kultuře

Evelyn De Morgan, Trojská Helena, 1898

### Hudba, opera
- Krásná Helena, opera buffa, skladatel Jacques Offenbach, premiéra 1864 v Paříži

### Filmy
- Manfred Noa, Helena, 1924
- Alexander Korda, The Private Life of Helen of Troy, 1927, podle románu Johna Erskina
- Gustaf Edgre, Sköna Helena, 1951
- Robert Wise, Paris a Helena, 1956
- Giorgio Ferroni, Trojská válka, 1961
- Michalis Kakojannis , The Trojan Women, 1971
- John Kent Harrison, Helena Trójská, televizní minisérie z roku 2003
- Wolfgang Petersen, Troja, 2004
- Owen Harris, Troy: Fall of a City, televizní minisérie z roku 2008